# Indikátor povolených matic kol

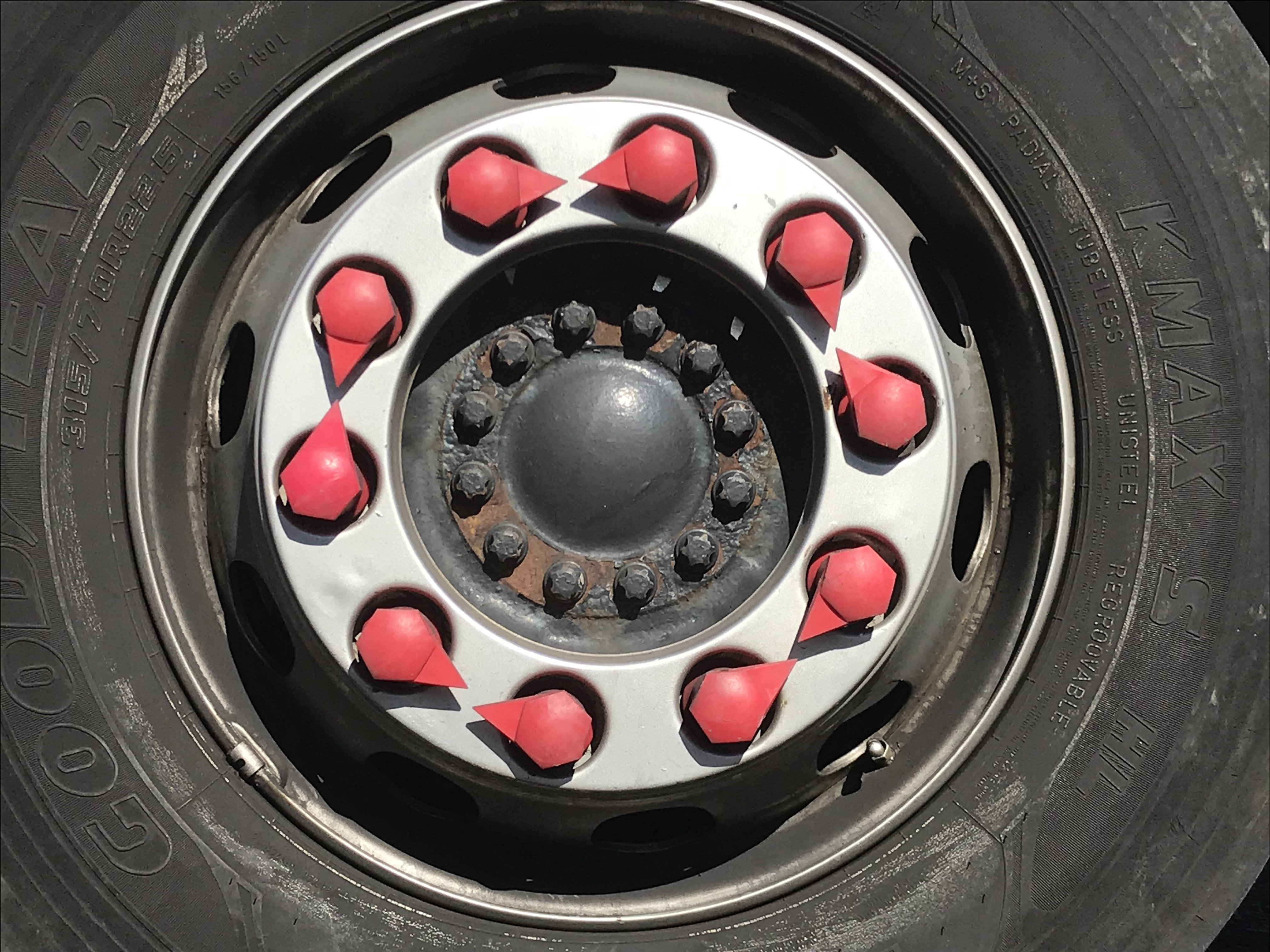
Indikátory povolených matic

Indikátor povolených matic kol umožňuje snadnou kontrolu správného utažení kol nákladních automobilů, autobusů a užitkových vozidel.

## Vznik

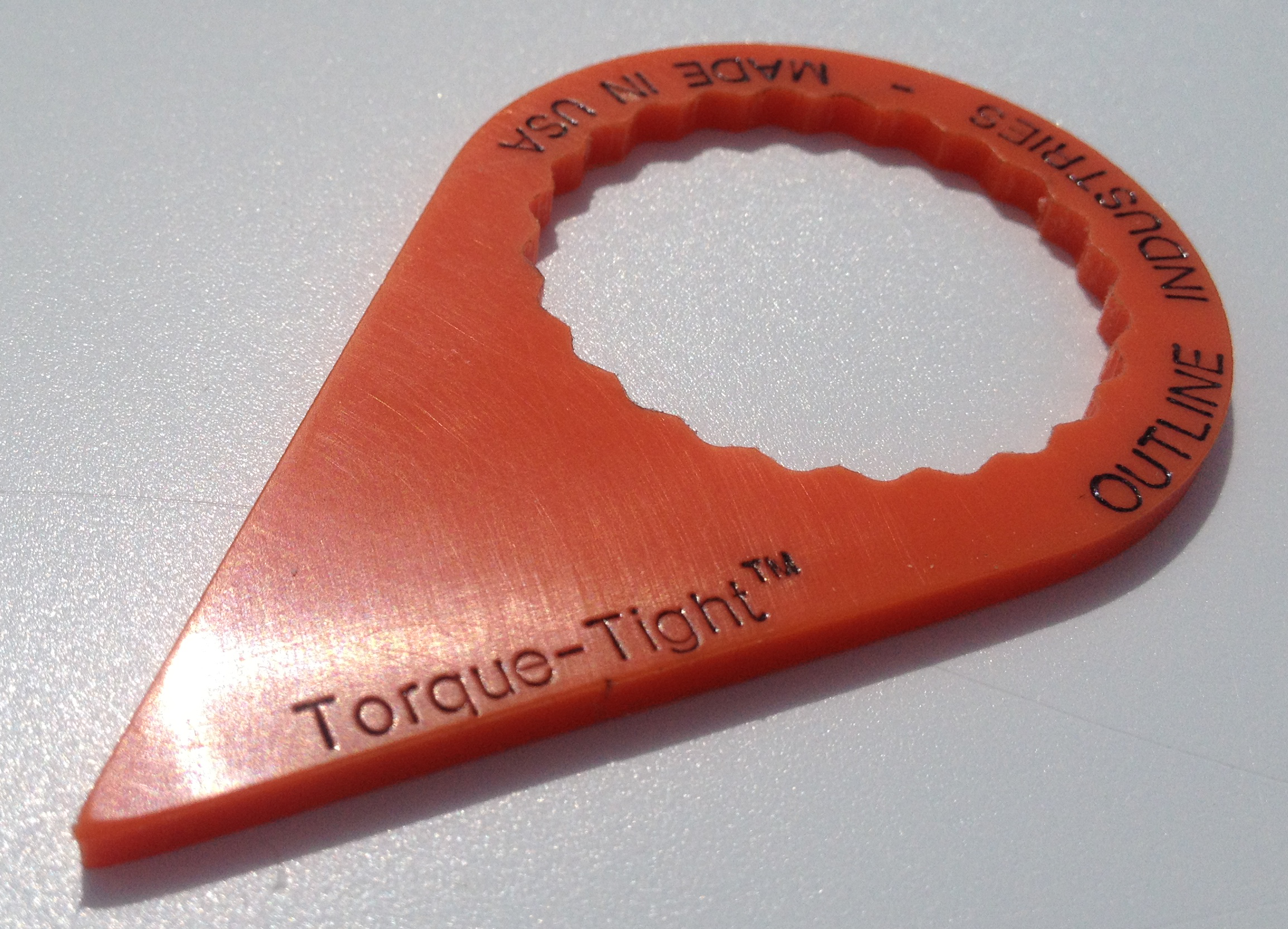

Dne 27. března 1990 si podal Michael Marczynski patentovou přihlášku na „Indikátor uvolnění spojovacích prvků“ (Looseness indicator for fasteners) a patent obdržel číslo GB2242720A. Vynález je zaměřen zejména na bezpečnostní indikaci s použitím u kol vozidel. Povolení matic kol často vede k uvolnění kola, které má fatální důsledky. V zásadě se jedná se o plastovou šipku výrazné barvy (signální zelená). Tato šipka má otvor opatřený drážkováním (tisícihranem).

## Funkce

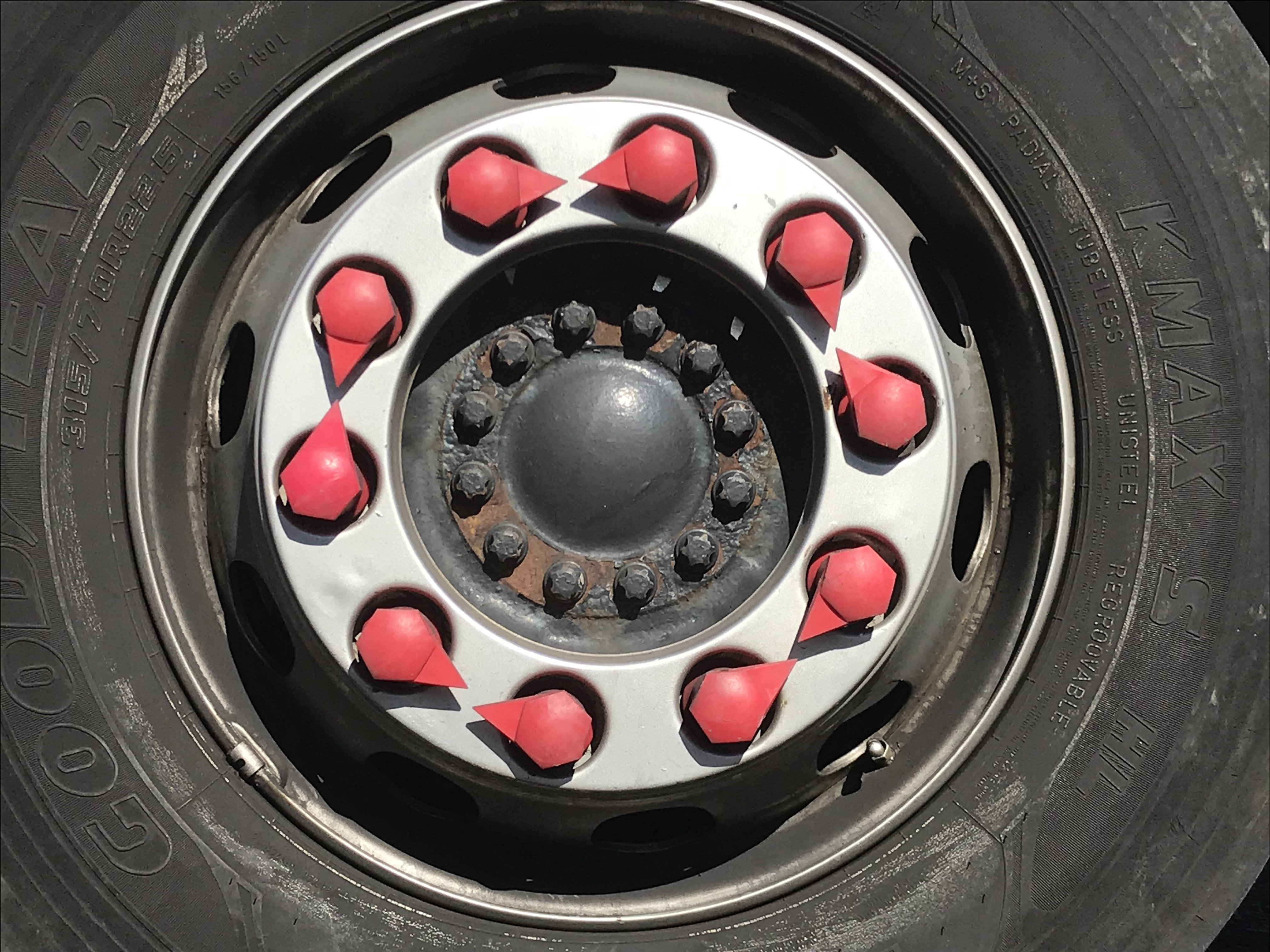

Indikátor se navleče na matici kola tak, aby šipka směřovala požadovaným směrem:
- hroty indikátorů sousedních matic otočeny proti sobě
- hroty všech indikátorů směřují do středu kola
- hroty všech indikátorů jsou orientovány jedním směrem

Požadovaný směr je umožněn drážkami (24 drážek). Řidič zkontroluje pouhým pohledem, zda nedošlo k pootočení matic. Nemusí tak provádět kontrolu utahováním matic montážním klíčem.

## Inovace
Novější typy indikátorů překrývají celou matici, a tak je závit chráněn před poškozením a posypovou solí.
Dalším stupněm ve vývoji bylo rozšíření funkce indikátoru. Pokud byl při výrobě indikátoru použit materiál s definovanou teplotou tání, bylo možné sledovat nepřípustné zahřátí kola vinou špatně seřízených brzd nebo vadného ložiska.
V roce 2018 vybavila automobilka Audi své modely A6, A7, A8 a Q8 softwarem NIRA pro detekci uvolněných kol (LWI – Loose Wheel Indicator). Jedná se o software, které využívá existující informace z hardware, které už bylo součástí automobilů.